# Àtila ocraci
L'àtila ocraci (Attila torridus) és una espècie d'ocell de la família dels tirànids (Tyrannidae) que habita boscos de les terres baixes del Pacífic del sud-oest de Colòmbia i oest de l'Equador.